# 斑鳩サハラ
斑鳩 サハラ（いかるが さはら、2月10日-）は、新潟県出身、千葉県在住の日本のBL小説家。血液型はO型。愛猫家。
1993年から現在の筆名でプロ活動に入った。デビュー作は「今夜は大漁」 (『Pretty Baby』(b-boy novels))収録。単行本デビューは『花束なんか欲しくない』(花丸文庫)であった。
サークル「B.B.BRAND」を主催している。

## 代表作
- pretty babyシリーズ
- 僕の銀狐シリーズ
- しょせんケダモノシリーズ
- 危ないシリーズ
- 悪魔さんシリーズ